# سمامة لامعة

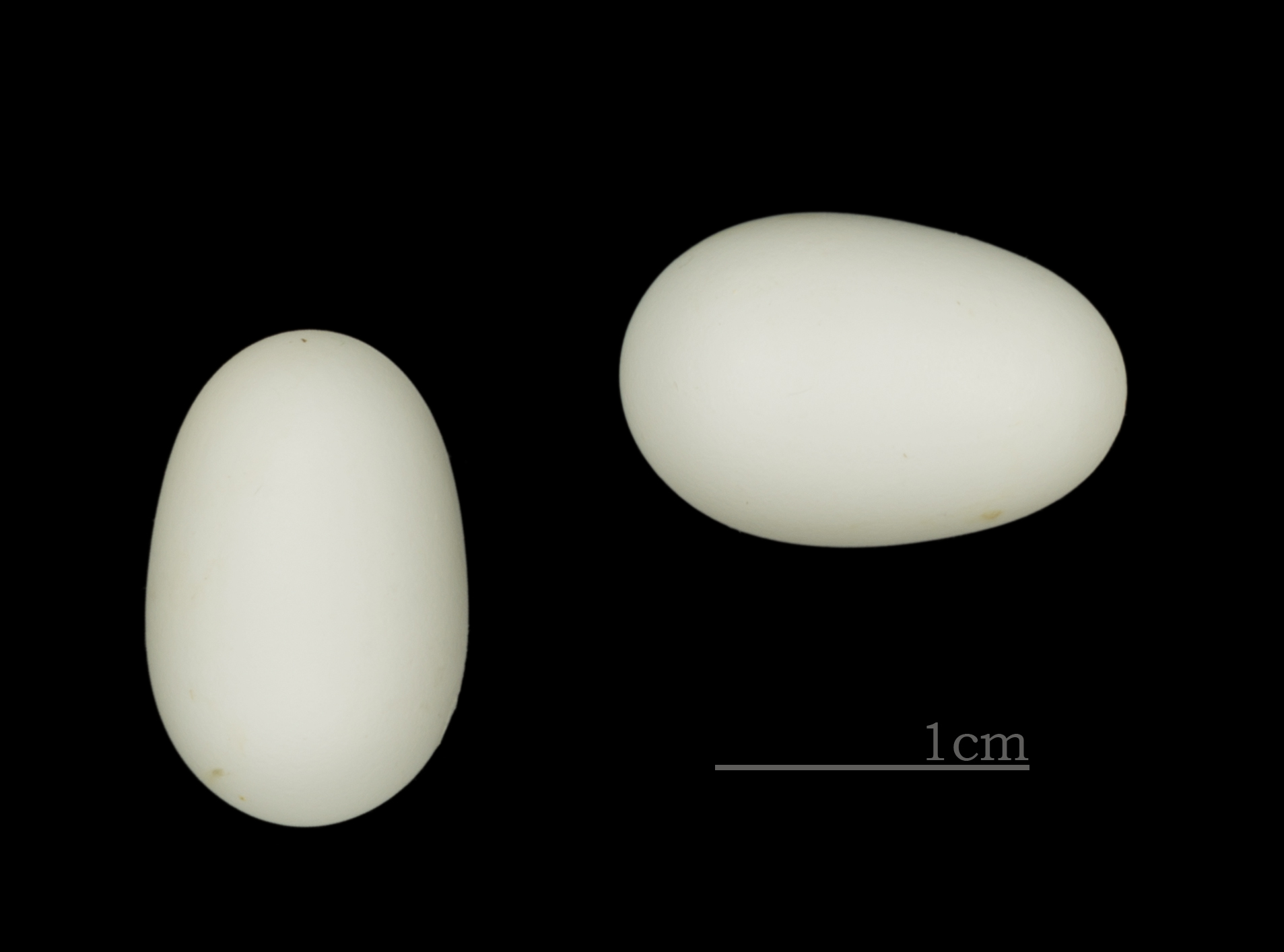
تخم مرغ

سمامة لامعة[بحاجة لمصدر] (الاسم العلمي: Collocalia esculenta) هو نوع من فصيلة سمامة.